# Frontière entre Koror et Peleliu
 (juillet 2025).
Motif : Pas de source, pas d'interwiki, notion de "frontière intérieure" plus que floue
- Archive Wikiwix
- Bing
- Cairn
- DuckDuckGo
- E. Universalis
- Gallica
- Google
- G. Books
- G. News
- G. Scholar
- Persée
- Qwant
- (zh) Baidu
- (ru) Yandex
- (wd) trouver des œuvres sur Wikidata

| 1. | Préciser le motif de la pose du bandeau. | Précisez le motif de la pose du bandeau en utilisant la syntaxe suivante : {{admissibilité à vérifier\|date=juillet 2025\|motif=remplacez ce texte par le motif}}                                     |
| 2. | Informer les utilisateurs concernés.     | Pensez à avertir le créateur de l'article, par exemple, en insérant le code ci-dessous sur sa page de discussion : {{subst:avertissement admissibilité à vérifier\|Frontière entre Koror et Peleliu}} |

La frontière entre Koror et Peleliu est une frontière intérieure des Palaos délimitant les États de Koror et de Peleliu.

## Délimitations
La frontière est délimitée à l'est par les rochers Ngereklim et à l'ouest par Sngelolk.